# Huella (danza)
La huella es una danza folclórica de las provincias Argentinas (excepto Buenos Aires), nacida entre 1810 y 1820, característica de la llamada música surera o sureña. Esta danza fue bailada principalmente en Argentina, aunque también su práctica se expandió a Uruguay, parte de Chile y Bolivia. Se caracteriza por ser picaresca por sus giros y zapateos, señorial por el leve contacto de las manos, aparecida durante la etapa de las guerras civiles.

## Características de la danza
Es una danza picaresca que presenta episodios de galantería mesurada. Al no enlazarse los bailarines, es danza de parejas sueltas y como la pareja no evoluciona en armonía con las otras parejas (es una danza independiente), a excepción de la que se baila en cuarteto que es interdependiente, los movimientos son suaves y armoniosos, incluidos los del zapateo.

## Ubicación histórico-geográfica

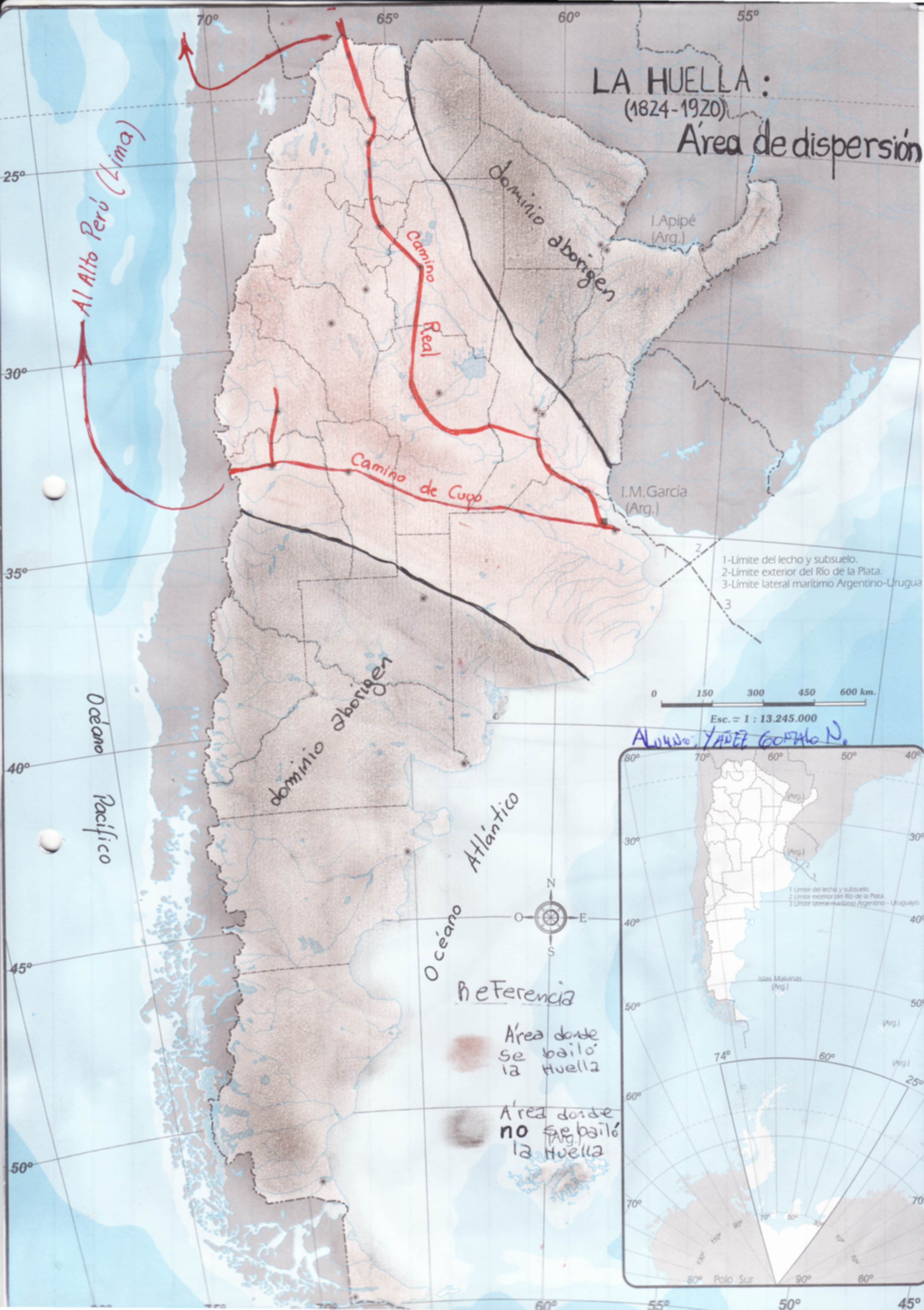
Área de dispersión de la huella entre 1824 y 1920.

Hay numerosos testimonios de su presencia a lo largo de la geografía del país -excepto la Ciudad de Buenos Aires-. Incluso pasando las fronteras hacia Bolivia, Chile y Uruguay, también se han recogido numerosas versiones de su música y de su coreografía en diversas regiones del país.
Es una danza extinta y, por lo tanto pertenece al folclore histórico. Por esto, hoy por hoy solo se baila en espectáculos folklóricos.
Si bien hay numerosos documentos sobre la huella, la cantidad no es la que se merece por la importancia que tuvo durante buena parte del siglo XIX.
Ventura Lynch, que escribió hacia 1881, la obra que publicó parcialmente en 1883, dedica un párrafo a la huella. De su pasado solo dice que había enriquecido el repertorio del gaucho federal al comienzo de su etapa.
Los documentos históricos, apenas conducen hasta el año 1880. La simple tradición oral puede alcanzar la década anterior y aún más.
El extenso repertorio de bailes criollos que ofrecieron los circos porteños de 1837 y 1840 no incluyen la huella, en cambio los textos recogidos luego con insistentes referencias a las guerras civiles autorizan la tesis provisional de que este baile existió, no solo en las fechas documentadas, sino antes, tal vez en 1830 y aún a fines de la década anterior.
La estrofa siguiente, tomada en Entre Ríos contiene expresiones corrientes en la época de las últimas batallas de la Independencia (1824) y esa podría ser la más antigua fecha de la danza, si nuevos datos lo confirmaran.
Dice:

A la huella, huella

Dense las manos

Que se las das a un libre

Americano.

La huella declinó en provincias a principios del siglo XX. A fines del s. XIX el movimiento guitarrístico culto porteño difundió una versión instrumental; el circo adoptó otra en una obra gauchesca. De esta manera se le dio nueva vida. Además el compositor Julián Aguirre incorporó la danza a su repertorio. Con una personal versión para piano que difiere de la huella tradicional. También hay una versión para orquesta sinfónica.
Entre 1920 y 1950, pasa al folclore histórico siendo interpretada solamente por las academias de baile.

## Origen
Los temas coreográficos de las danzas picarescas pertenecen al ciclo de los minués y gavotas del siglo XVIII; añadiéndosele a las transformaciones un fuerte cambio de estilo puesto que se han adoptado las maneras de las picarescas.

## Música
La versión más antigua es la que Don Ramón tomó hacia 1880, y publicó en 1883. A esta le sigue la de Juan Alais (1888), la de Sagreras en 1897, etc
La estructura métrica de las líricas suele ser la misma que el gato, 7a5b7c5b, esto es estrofas de 4 versos que repiten la estructura 7a5b, o sea un verso de 7 sílabas fonéticas seguido por otro de 5 sílabas fonéticas en toda su estructura, rimando en cada estrofa el segundo y el cuarto verso de la misma.

## Coreografía

### Coreografía en 1.ª colocación (según Andrés Beltrame)

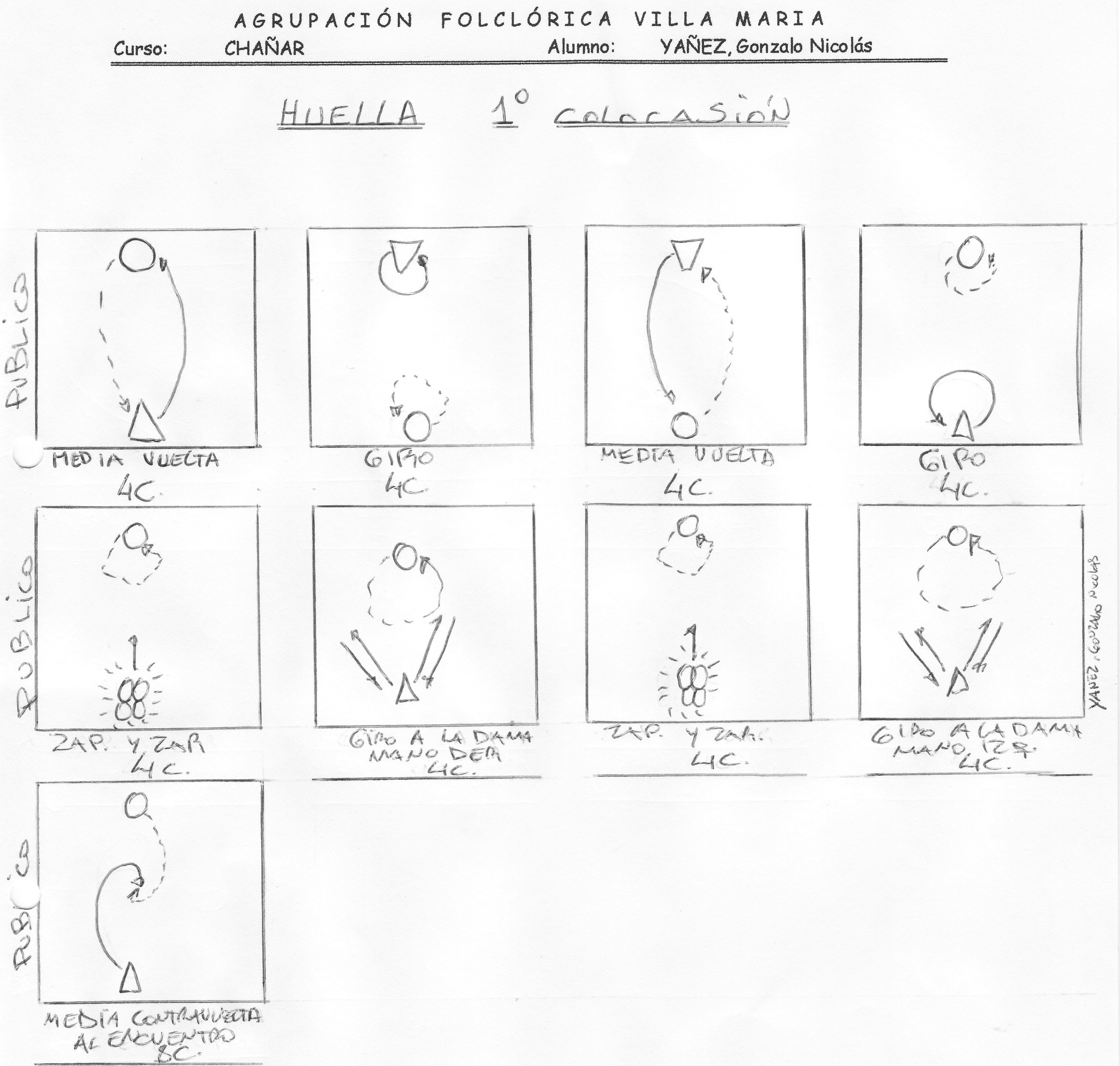
Cuadros coreográficos, 1.ª colocación.

Los tramos o ideas coreográficas de esta danza son diez. Es una danza en donde se utiliza el paso básico y castañetas.
1. Media Vuelta, 4 compases
2. Giro, 4 compases
3. Media Vuelta, 4 compases
4. Giro, 4 compases
5. Zapateo y zarandeo, 4 compases
6. Giro de la mujer tomados mano derecha, 4 compases
7. Zapateo y zarandeo (ídem figura 5), 4 compases
8. Contragiro de la mujer tomados mano izq, 4 compases
9. Media contravuelta al encuentro, 4 compases
10. Giro final y coronación, 4 compases.

La primera es igual a la segunda, pero se inicia desde los lugares opuestos

## Huella en 2

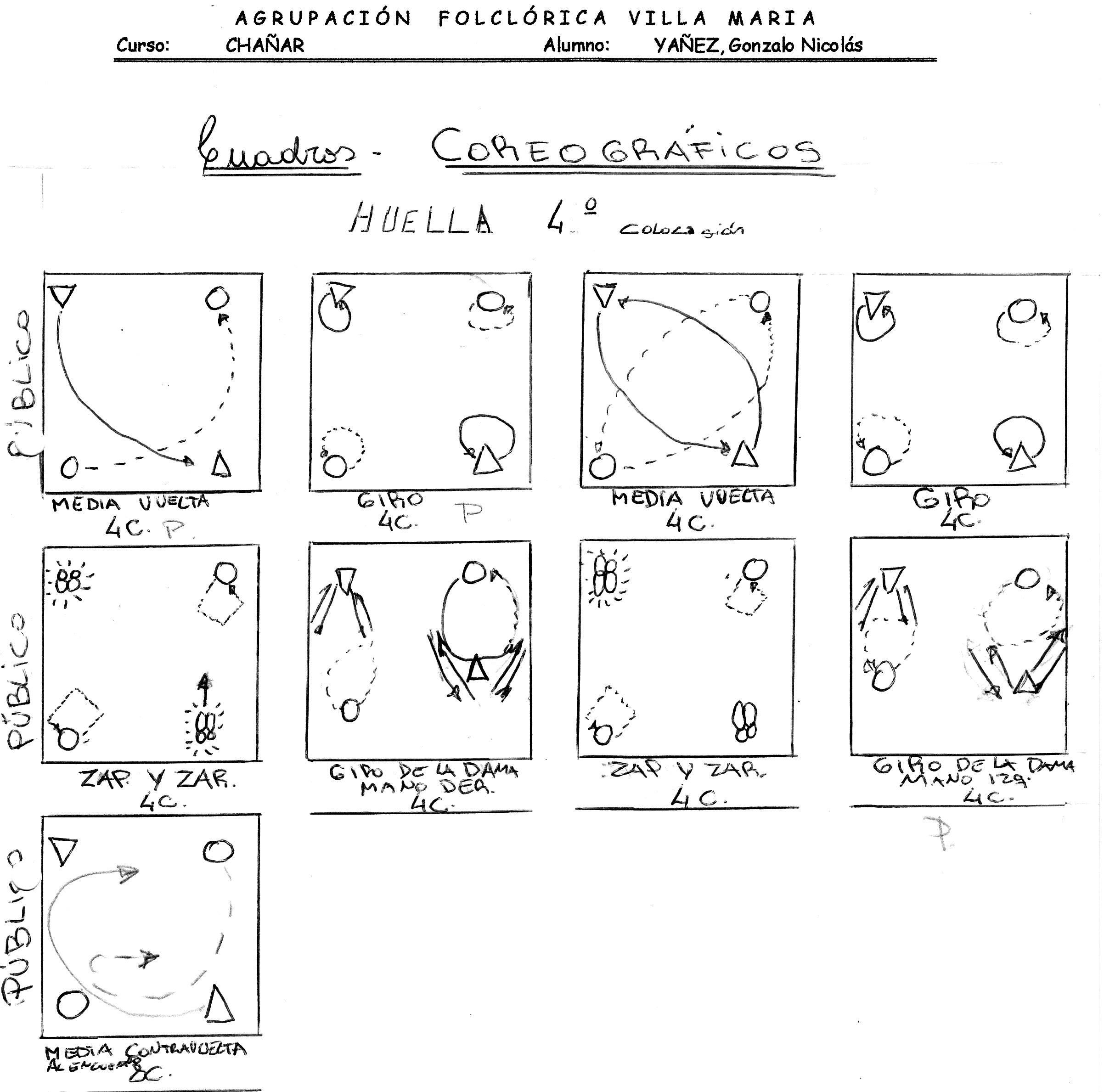
Cuadros coreográficos, 4.ª colocación.

La huella en cuarta es de idéntica coreografía que la que se baila en primera colocación, y posee la misma cantidad de compases, con diferencia en su categorización ya que es una danza de parejas interdependientes, perteneciendo a la 3.ª generación de danzas.

## Coreografía 4.ª colocación
Es igual a la coreografía que se baila en primera colocación, solo que las figuras 1; 3 y 9 se realizan en cuarto.

## Atuendo de los bailarines (según Héctor Aricó)

### Paisana 1830-1900
Peinado a dos bandas con una o dos [tiras]. Blusa- con influencia del estilo romántico- de algodón azul, marrón, verde o rojo, ceñida al torso con una tira, mangas jamón y faldón. Falda amplia hasta media pierna de color más claro que la blusa. Enagua y calzones blancos. Descalza o- después de 1845- alpargatas negras.
También puede usar vestido- con influencia del estilo romántico- de algodón liso o floreado con talle en la cintura, escote reducido con mangas anchas hasta el codo y falda amplia hasta media pierna. Enagua con volados y calzones blancos. Zapatos de taco bajo.

### Gaucho 1825-1870
Sombrero panza de burro con barbijo debajo de la nariz, sobre el mentón atrás. Pañuelo serenero liso o con pequeños bordados en los bordes y anudado adelante, al costado o atrás. Camisa blanca de algodón o hilo. Chaleco de bayeta o paño de colores marrones, rojo, verde o azul. Faja y tirador con o sin rastra. Calzoncillo de puño, angosto y de color blanco puesto adentro de la bota, chiripá liso, pampa o listado. Botas de Potro de medio pie o cerradas. Espuelas. Facón. Poncho calzado.
También puede usar calzoncillos cribados con pequeños bordados florales, iniciales o palabras y bota fuerte.

## Huella Hoy (tomando desde 1950 hasta la fecha)
La huella está viviendo un proceso de refolclorización, se está volviendo a interpretar espontáneamente como lo era en un principio, tanto su coreografía como su música, en las peñas folclóricas y grandes festivales se vuelve a escuchar su melodía, poesías, de la mano de nuevos como clásicos intérpretes y compositores, entre ellos Argentino Luna y Lucía Ceresani.

## Refolclorización

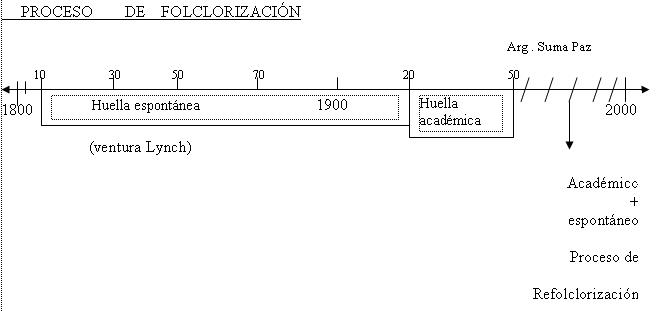
Línea de tiempo de la refolclorización.